# Sanoyeah District
Sanoyeah är ett distrikt i Liberia. Det ligger i regionen Bong County, i den centrala delen av landet, 130 km nordost om huvudstaden Monrovia.
Antalet invånare uppgick, enligt folkräkningen 2022, till 39 467.